# Форт I (Брест-Литовск)
Форт I — форт Брест-Литовской крепости, построенный в 1879—1880 годах в рамках создания первого кольца фортов. Находится примерно в пяти километрах к северу от Брестской крепости, около деревни Козловичи.
Принадлежал к Кобринскому инженерному отделу Брест-Литовской крепости.

### Строительство
Рекогносцировочные работы на месте велись с 1876 г., строительные начались в 1879 г. и продолжались год. Форт строился по упрощённому типовому проекту «Укрепление № 2». Сразу после этого была произведена частичная модернизация форта по проекту «Казённый двухвальный». В ходе модернизации был насыпан передний вал — фоссобея. Пятиугольный в плане форт представляет собой полудолговременное укрепление в форме редута с, двумя фланками двумя фасами и горжей, усиленное каменными казематированными постройками. Форт имел 2 вала, разделённые сухим рвом (каменный контрэскарп отсутствовал). Внутренний вал, более высокий, предназначался для установки на нём артиллерийских орудий различного калибра. Внешний, более низкий, вал — фоссобея — предназначался для стрелковых позиций пехоты. В горже (задней части) форта также был насыпан вал, в котором было проделано 4 прохода для сообщения с тылом.
Толщу внутреннего вала пересекают 3 кирпичные потерны, соединяющие двор форта с сухим рвом. К каждой потерне по бокам примыкают расходные пороховые погреба, по два к каждой потерне. Четыре погреба из шести предназначались для хранения 480-ти бочонков с зарядами, два — для хранения снарядов. Каждый погреб имеет в торце специальное помещение для установки керосиновой лампы. Этот коридор соединялся с помещением погреба застеклённым окном. Таким образом погреба получали освещение без риска взрыва от огня лампы. Из погребов центральной потерны наверх выходят две, а из боковых — по одной шахте, предназначенных для подъёма зарядов и снарядов на вал. Наверху каждой шахты находился крюк, через который перекидывали канат, которым и поднимали снаряды. Бочки с порохом хранились на деревянных стеллажах. Для того чтобы предотвратить опасность взрыва от появления искры при ударе металла о металл, задвижки, щеколды, петли, замочные ключи, замки и все металлические части дверей погребов были отлиты из красной меди. Вход в погреб закрывался деревянными двустворчатыми дверями, обитыми листами кровельного железа, за которыми были установлены одностворчатые двери-решётки для осуществления вентиляции погреба в тёплое время года.

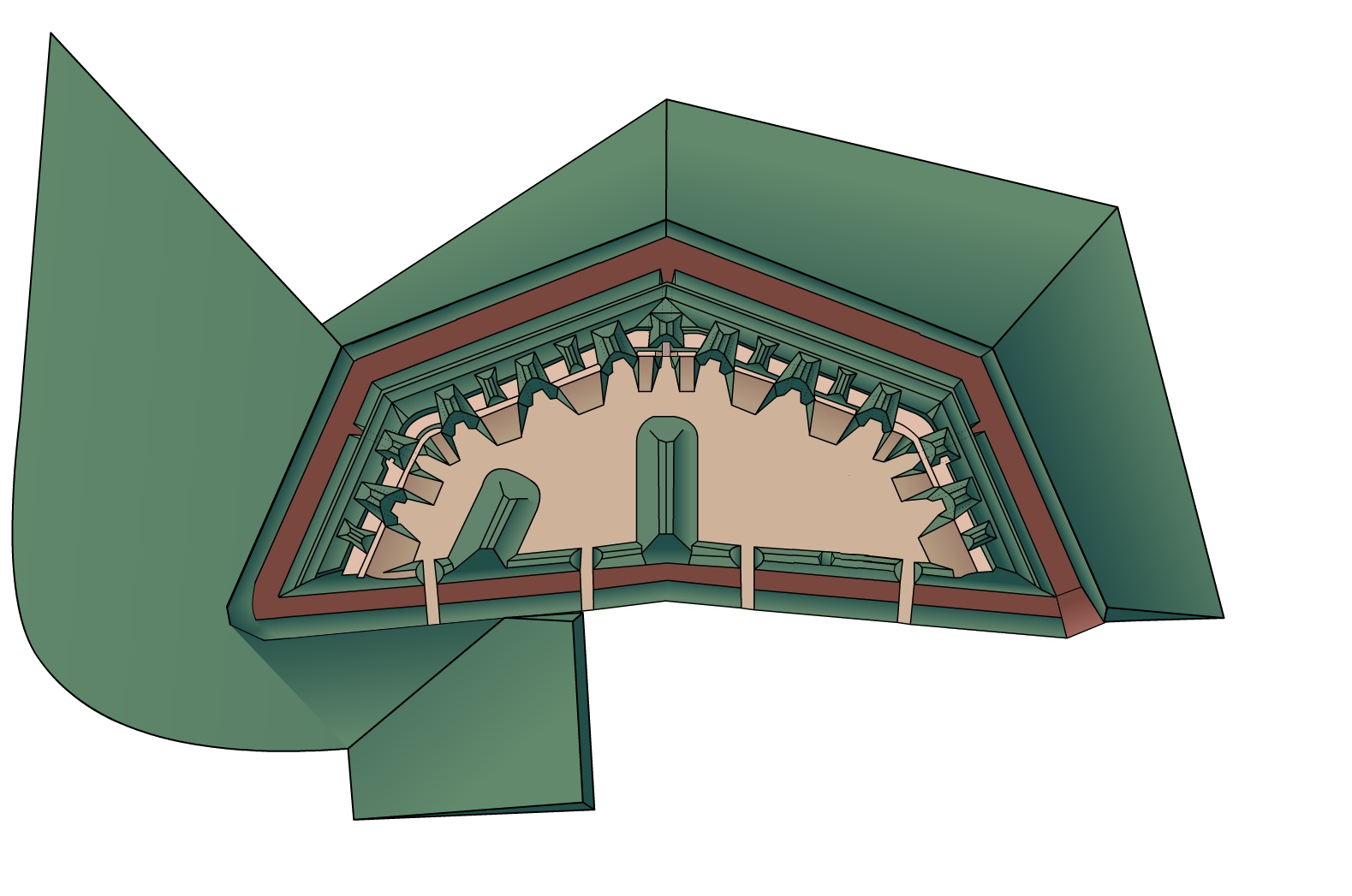
Земляной профиль форта (1877)

Во внутреннем валу также имеется 8 кирпичных убежищ, по 3 на фасах и по одному на фланках. Каждое убежище — одноэтажный каземат со сводчатым потолком площадью 36 м², который мог служить укрытием для 5-9 человек орудийной прислуги. Полы казематов были сделаны из асфальта, для обогрева в холодное время были установлены утермарковские печи. Закрывались казематы двухстворчатыми деревянными дверями, по обе стороны от дверей имелось по окну для освещения.
К горже форта примыкают два земляных траверса (один в середине и один — слева, параллельно фланку), пересекающие двор укрепления и прикрывающие его от боковых выстрелов. Всего форт мог вместить 250 человек гарнизона и около 20-ти орудий.
Стоимость строительства форта и проложенной к нему брусчатки составила 211 527 рублей и 49 копеек. Согласно «табели нормального вооружения крепости Брест-Литовск» 1895 года, I форт был вооружен четырьмя пушками калибра 8 дюймов (203,2000000 мм), одиннадцатью пушками калибра 6 дюймов (152,4000000 мм) весом в 190 пудов (3,11 т), тремя — весом 12 фунтов (5,4 кг), тремя — 24 фунта (11 кг) и четырьмя полупудовыми (81,9 кг) мортирами.
Форт давал возможность обстреливать впередилежащую местность и препятствовал неприятелю переправиться через реку Буг. Фактически, форт являлся артиллерийской батареей перед Кобринским укреплением. Недостатком форта было отсутствие горжевой казармы, что не позволяло размещать в нём постоянный гарнизон в мирное время и не обеспечивало гарнизон безопасными убежищами во время осады.

### Модернизация перед Первой мировой
По плану усовершенствования укреплений Брестской крепости, в 1909 году форт I вошел во второе кольцо фортов, началась его модернизация, которая завершена не была. Во внешнем валу началось строительство трёх казематированных траверсов, на внутреннем валу были расположены два бетонных наблюдательных пункта, с бронеколпаками. Траверсы представляли собой бетонные казематы. На крыше каждого каземата располагался каземат поменьше. Один из траверсов (на левом фасе) так и не был достроен — второй этаж отсутствует. Толщина стен траверсов составляет 1 м, перекрытия — 2 м бетона. Также рядом с фортом в лесу были построены 2 бетонных убежища. Оба они были недостроены и подорваны. В модернизации форта принимал участие капитан Белинский И. О.

### Первая и Вторая мировые войны
При отступлении русской армии в 1915 году форт был оставлен нетронутым, за исключением новых бетонных траверсов, которые были подорваны сапёрами.
В 1940—1941 годах рядом с фортом были построены три ДОТа 62-го Брестского укрепрайона — артиллерийские полукапониры № 515 (в лесу около бетонного убежища) и № 529 (на внутреннем валу форта) и пулемётно-артиллерийский ДОТ № 512.
Форт в боевых действиях никогда не участвовал.

### Форт сегодня
В послевоенное время на территории форта долгое время располагалась военная часть ПВО, в казематах стояли ракеты, потерны частично были перегорожены кирпичными стенками. На внешнем валу были построены котельная и несколько частных домов.
Левый и правый бетонные траверсы подорваны — плиты перекрытий лежат на земле. Практически полностью сохранился центральный траверс, лишь плита перекрытия слегка повреждена. Форт I имеет хорошую сохранность (около 80 %) земляных и кирпичных сооружений и является единственным сохранившимся фортом первого кольца, практически не подвергшимся модернизации после своей постройки.

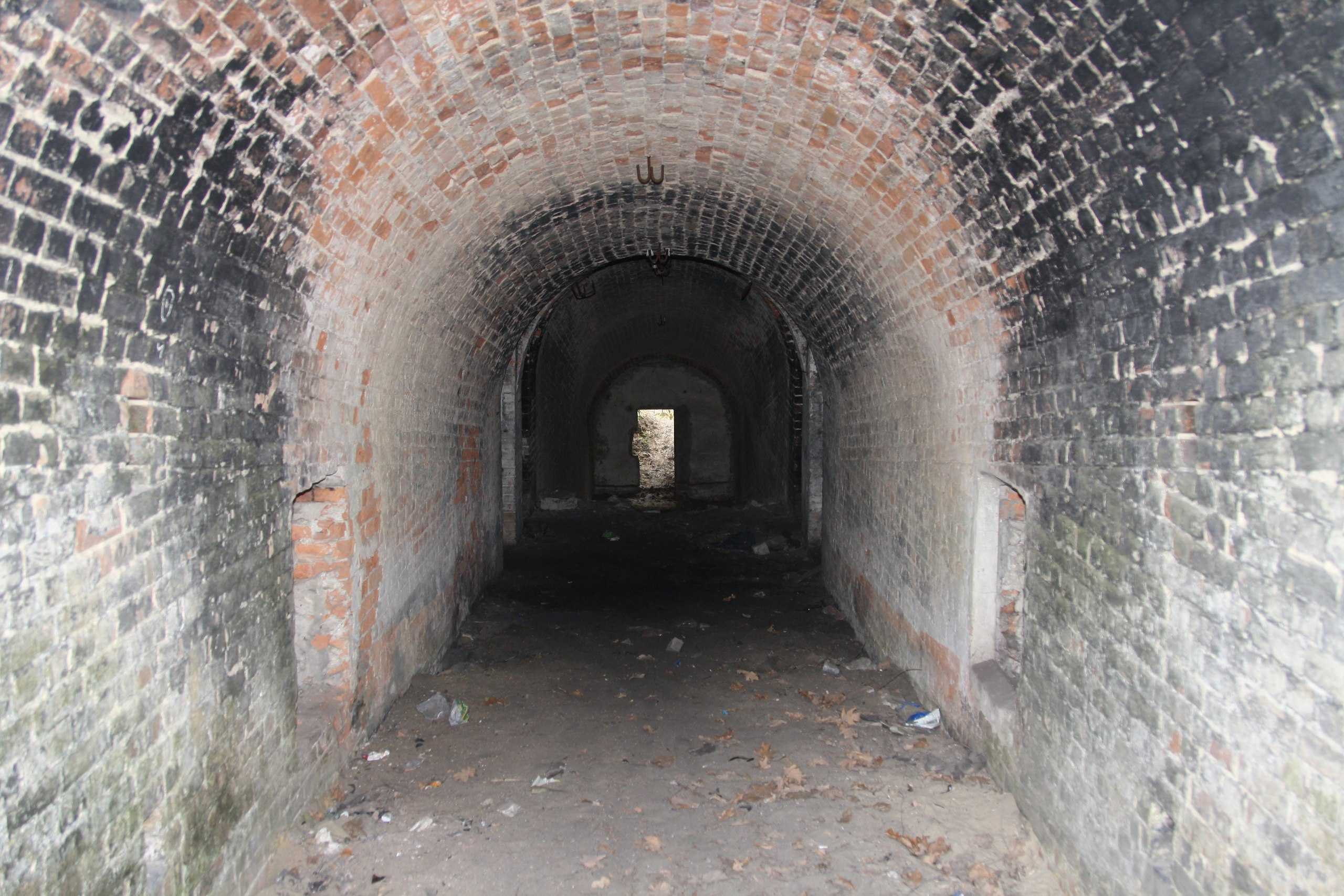
Потерна внутри
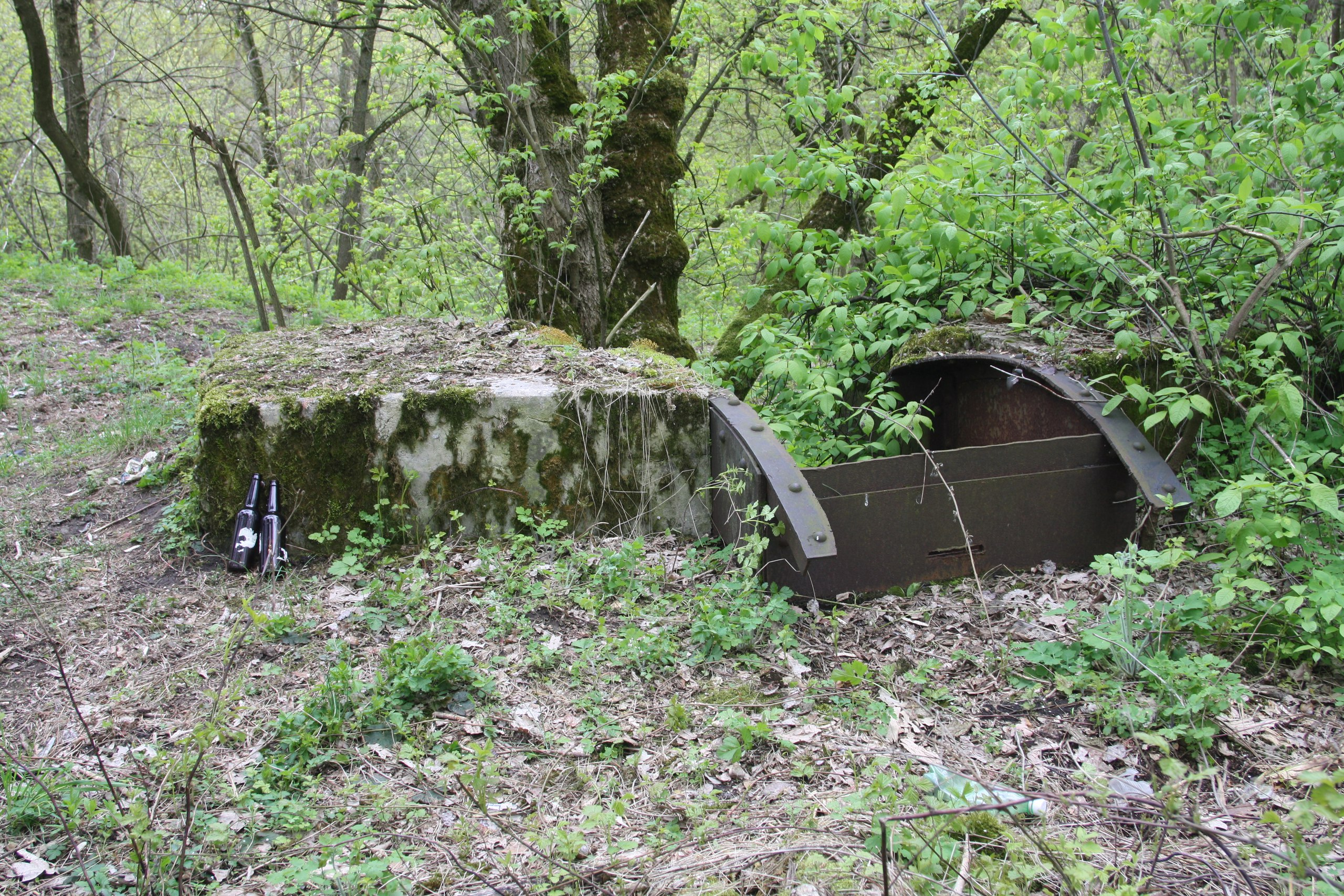
Наблюдательный пункт с бронеколпаком
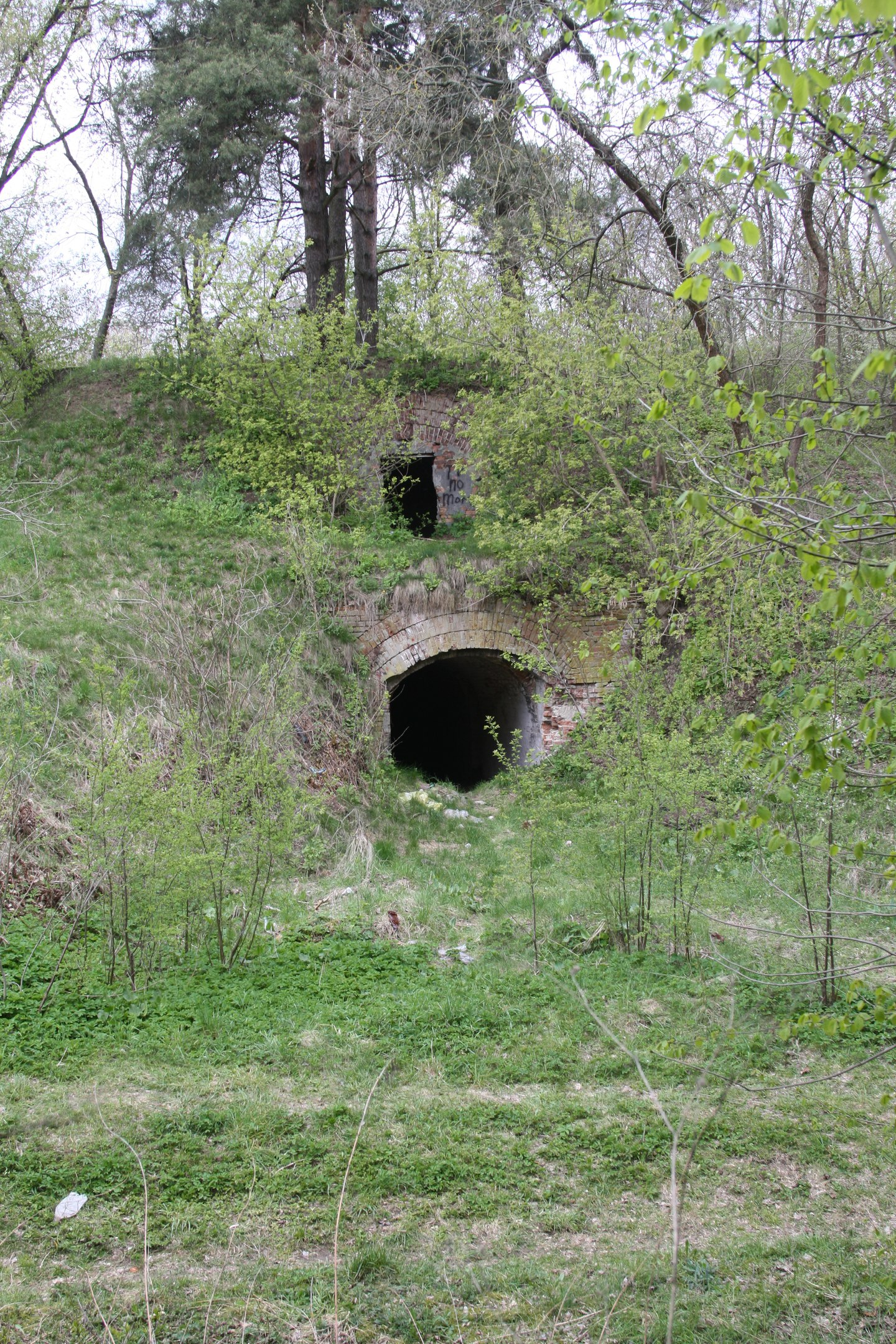
Двухэтажный каземат
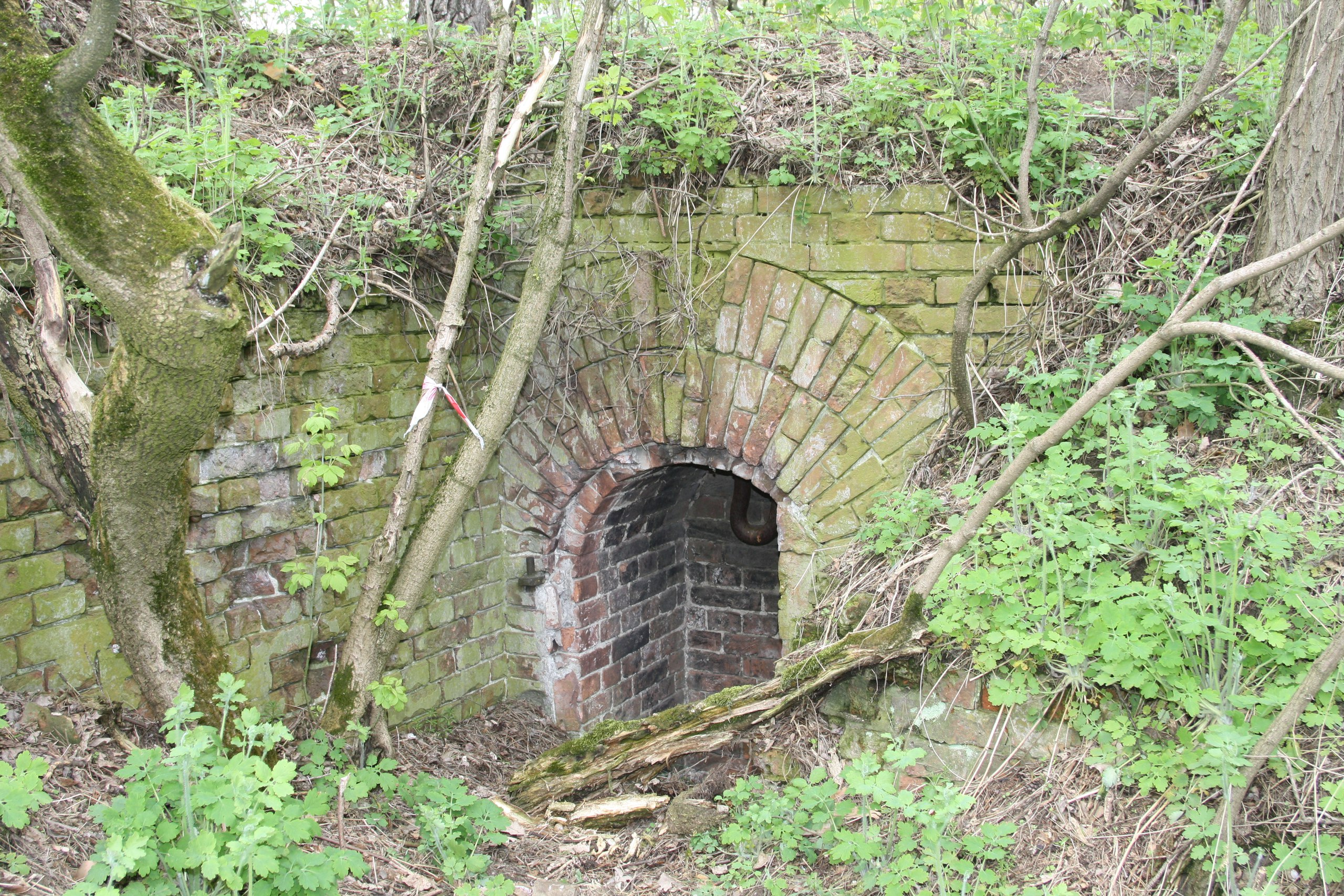
Колодец для боезапаса